# ژاپیکس
ژاپیکس (انگلیسی: JAPEX) شرکت دولتی اکتشاف و تولید نفت ژاپنی است، که در سال ۱۹۵۵ تأسیس شد.